# Kyōkotsu

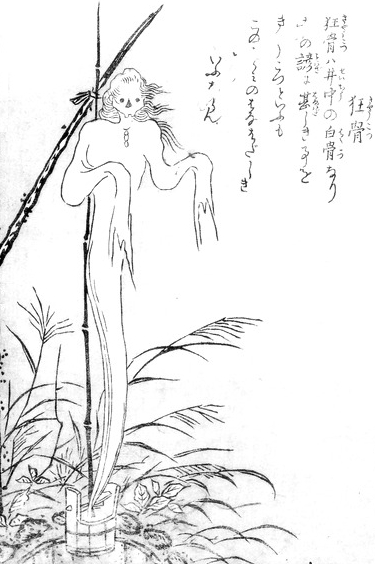
Illustrazione di un Kyōkotsu di Toriyama Sekien tratto dal Konjaku Hyakki Shūi

Kyōkotsu (狂骨?, kyōkotsu) è uno yōkai del folklore giapponese. Si tratta dello spirito di un uomo morto in un pozzo.

## Origine
Egli appare dopo l'annegamento di una persona in un pozzo. Si presenta sotto forma di uno spirito scheletrico dai capelli bianchi.